# Vladimir Kiselëv
Vladimir Viktorovič Kiselёv (in russo Владимир Викторович Киселёв?; Myski, 1º gennaio 1957 – Kremenčuk, 7 gennaio 2021) è stato un pesista sovietico.

## Biografia
Vinse il titolo olimpico nel 1980 a Mosca. Nel corso della sua carriera gli furono somministrate forti dosi di steroidi anabolizzanti. Nel 1991 confessò che a causa dell'abuso di doping nel 1985 era stato molto vicino alla morte.

## Palmarès
| Anno | Manifestazione   | Sede   | Evento         | Risultato | Misura  | Note            |
| ---- | ---------------- | ------ | -------------- | --------- | ------- | --------------- |
| 1975 | Europei juniores | Atene  | Getto del peso | Oro       | 18,27 m |                 |
| 1979 | Europei indoor   | Vienna | Getto del peso | Bronzo    | 20,02 m |                 |
| 1980 | Olimpiadi        | Mosca  | Getto del peso | Oro       | 21,35 m | Record olimpico |
| 1982 | Europei indoor   | Milano | Getto del peso | 4º        | 19,55 m |                 |
| 1982 | Europei          | Atene  | Getto del peso | 7º        | 20,40 m |                 |